# Grb Australije
Grb Australije sadrži zvijezdu Commonwealtha, štit s grbovima 6 saveznih država Australije i australske endeme (klokan i emu).